# Gianmastino Visconti

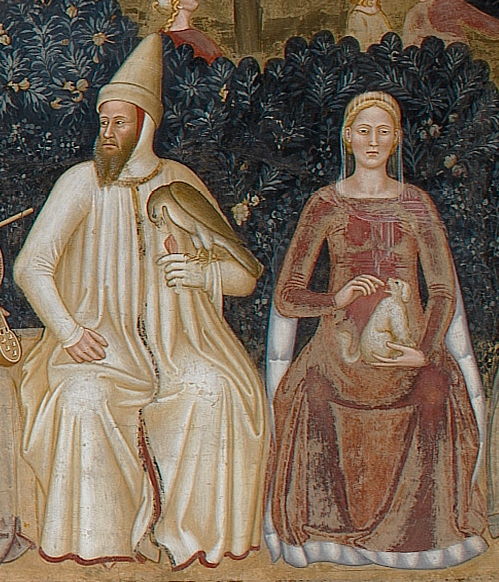
Bernabò Visconti e Beatrice, genitori di Gianmastino

Gianmastino Visconti (Milano, marzo 1370 – Bergamo, 19 luglio 1405) fu Signore di Bergamo e della Gera d'Adda.

## Biografia
Era figlio di Bernabò Visconti, signore di Milano, e di Beatrice della Scala. 
Nel 1379 suo padre Bernabò spartì i propri domini tra i suoi cinque figli maschi legittimi: Marco, Gianmastino, Rodolfo, Carlo e Ludovico. A Gianmastino, che all'epoca aveva solo nove anni, spettò Brescia e la Val Camonica.
Dopo il colpo di stato compiuto da Gian Galeazzo Visconti al fine di diventare signore di Milano, Gianmastino si rifugiò a Brescia, poi a Coira, ospitato dal vescovo. Iniziò, da esule, una serie di viaggi che lo portarono fino in Germania. Qui ebbe due figli naturali, Giorgio e Maddalena, avuti da due donne del luogo. 
Le fonti sono contraddittorie riguardo alla donna che divenne sua moglie. Nel 1385, qualche mese prima del colpo di stato, venne sicuramente promesso a Cleofe della Scala, figlia di Antonio della Scala, signore di Verona, e di Samaritana da Polenta. Alcune fonti riportano il relativo matrimonio e la nascita di tre figli:
- Beatrice, che sposò Prosdocimo de' Conti,
- Bernabò, che ebbe Marignano nel 1413 e una figlia, Donnina, sposata a Franciscolo Castiglioni, figlio di Cristoforo Castiglione;
- Maddalena, che sposò Giovanni Porro, un nobile milanese.

Nel giugno del 1404 donò la Valtellina, Chiavenna, Poschiavo e Bormio al vescovo di Coira Hartmann II in segno di gratitudine. Quello stesso anno, a novembre, i Visconti rivendicarono la signoria di Milano, in seguito alla morte di Gian Galeazzo, contro Pandolfo Malatesta. Da questa controversia Gianmastino ottenne Bergamo e la Ghiara d'Adda.
Morì l'anno dopo il 19 luglio e fu sepolto a Bergamo nella chiesa di San Giovanni nella Cittadella, poi inserita nel Seminario vescovile Giovanni XXIII..

## Ascendenza
|                        |                     |                       | Genitori                 |  |  | Nonni |  |  | Bisnonni          |  |  | Trisnonni         |  |
|                        |                     |                       |                          |  |  |       |  |  | Matteo I Visconti |  |  | Teobaldo Visconti |  |
|                        |                     |                       |                          |  |  |       |  |  | Matteo I Visconti |  |  | Teobaldo Visconti |  |
|                        |                     | Anastasia Pirovano    |                          |  |  |       |  |  | Matteo I Visconti |  |  |                   |  |
| Stefano Visconti       |                     |                       |                          |  |  |       |  |  | Matteo I Visconti |  |  |                   |  |
|                        |                     | Bonacossa Borri       | Squarcino Borri          |  |  |       |  |  |                   |  |  |                   |  |
|                        |                     | Bonacossa Borri       | Squarcino Borri          |  |  |       |  |  |                   |  |  |                   |  |
|                        |                     | Bonacossa Borri       | Antonia                  |  |  |       |  |  |                   |  |  |                   |  |
| Bernabò Visconti       |                     | Bonacossa Borri       |                          |  |  |       |  |  |                   |  |  |                   |  |
|                        |                     | Bernabò Doria         | …                        |  |  |       |  |  |                   |  |  |                   |  |
|                        |                     | Bernabò Doria         | …                        |  |  |       |  |  |                   |  |  |                   |  |
|                        |                     | Bernabò Doria         | …                        |  |  |       |  |  |                   |  |  |                   |  |
| Valentina Doria        |                     | Bernabò Doria         |                          |  |  |       |  |  |                   |  |  |                   |  |
|                        |                     | Eliana Fieschi        | …                        |  |  |       |  |  |                   |  |  |                   |  |
|                        |                     | Eliana Fieschi        | …                        |  |  |       |  |  |                   |  |  |                   |  |
|                        |                     | Eliana Fieschi        | …                        |  |  |       |  |  |                   |  |  |                   |  |
| Gianmastino Visconti   |                     | Eliana Fieschi        |                          |  |  |       |  |  |                   |  |  |                   |  |
|                        | Alboino della Scala | Alberto I della Scala |                          |  |  |       |  |  |                   |  |  |                   |  |
|                        | Alboino della Scala | Alberto I della Scala |                          |  |  |       |  |  |                   |  |  |                   |  |
|                        | Alboino della Scala | Verde di Salizzole    |                          |  |  |       |  |  |                   |  |  |                   |  |
| Mastino II della Scala | Alboino della Scala |                       |                          |  |  |       |  |  |                   |  |  |                   |  |
|                        |                     | Beatrice da Correggio | Giberto III da Correggio |  |  |       |  |  |                   |  |  |                   |  |
|                        |                     | Beatrice da Correggio | Giberto III da Correggio |  |  |       |  |  |                   |  |  |                   |  |
|                        |                     | Beatrice da Correggio | Elena Malaspina          |  |  |       |  |  |                   |  |  |                   |  |
| Beatrice della Scala   |                     | Beatrice da Correggio |                          |  |  |       |  |  |                   |  |  |                   |  |
|                        |                     | Giacomo I da Carrara  | Marsilio                 |  |  |       |  |  |                   |  |  |                   |  |
|                        |                     | Giacomo I da Carrara  | Marsilio                 |  |  |       |  |  |                   |  |  |                   |  |
|                        |                     | Giacomo I da Carrara  | …                        |  |  |       |  |  |                   |  |  |                   |  |
| Taddea da Carrara      |                     | Giacomo I da Carrara  |                          |  |  |       |  |  |                   |  |  |                   |  |
|                        |                     | Elisabetta Gradenigo  | Pietro Gradenigo         |  |  |       |  |  |                   |  |  |                   |  |
|                        |                     | Elisabetta Gradenigo  | Pietro Gradenigo         |  |  |       |  |  |                   |  |  |                   |  |
|                        |                     | Elisabetta Gradenigo  | Tommasina Morosini       |  |  |       |  |  |                   |  |  |                   |  |
|                        |                     | Elisabetta Gradenigo  |                          |  |  |       |  |  |                   |  |  |                   |  |